# جاسم الهیل
جاسم عادل الهیل (انگلیسی: Jassem Adel؛ زادهٔ ۲۹ ژانویهٔ ۱۹۹۲) یک ورزشکار است.